# Glisnica
Glisnica este un sat din comuna Pljevlja, Muntenegru. Conform datelor de la recensământul din 2003, localitatea are 152 de locuitori (la recensământul din 1991 erau 203 locuitori).

## Demografie
În satul Glisnica locuiesc 145 de persoane adulte, iar vârsta medie a populației este de 60,0 de ani (61,1 la bărbați și 59,1 la femei). În localitate sunt 68 de gospodării, iar numărul mediu de membri în gospodărie este de 2,24.
Această localitate este populată majoritar de sârbi (conform recensământului din 2003).
|  |

| Demografie | Demografie | Demografie |
| An         | Locuitori  | Locuitori  |
| ---------- | ---------- | ---------- |
|            |            |            |
|            |            |            |
|            |            |            |
|            |            |            |
| 1948       | 543        |            |
| 1953       | 587        |            |
| 1961       | 588        |            |
| 1971       | 443        |            |
| 1981       | 327        |            |
| 1991       | 203        | 203        |
| 2003       | 152        | 152        |

| \| Componența etnică conform recensământului din 2003[2] \| Componența etnică conform recensământului din 2003[2] \| Componența etnică conform recensământului din 2003[2] \| Componența etnică conform recensământului din 2003[2] \| Componența etnică conform recensământului din 2003[2] \| \| ----------------------------------------------------- \| ----------------------------------------------------- \| ----------------------------------------------------- \| ----------------------------------------------------- \| ----------------------------------------------------- \| \| \| \| \| \| \| \| Sârbi \| Sârbi \| \| 108 \| 71,05% \| \| Muntenegreni \| Muntenegreni \| \| 43 \| 28,28% \| \| Croați \| Croați \| \| 1 \| 0,65% \| \| necunoscută \| necunoscută \| \| 0 \| 0% \| |              |  |     |        |
| Componența etnică conform recensământului din 2003 |              |  |     |        |
| |              |  |     |        |
| Sârbi | Sârbi        |  | 108 | 71,05% |
| Muntenegreni | Muntenegreni |  | 43  | 28,28% |
| Croați | Croați       |  | 1   | 0,65%  |
| necunoscută | necunoscută  |  | 0   | 0%     |